# Touring Veloce12
Der Touring Veloce12 ist ein Restomod-Sportwagen des Mailänder Unternehmens Carrozzeria Touring Superleggera, der im August 2024 während der Monterey Car Week vorgestellt wurde.

## Hintergrund
Der Wagen entsteht auf der Basis eines Ferrari 550 Maranello (1996–2001), der komplett zerlegt wird. Der Karosseriebauer gestaltet das Chassis steifer und die Karosserie neu; für die Karosserie des Veloce12 wird Kohlenstofffaserverstärkter Kunststoff („Carbon“) eingesetzt. Der 5,5-Liter-V12-Ottomotor erhält unter anderem einen neuen Ansaugtrakt, ein verbessertes Kühlsystem und eine verbesserte Auspuffanlage, so dass die maximale Leistung um 18 kW auf 375 kW (510 PS) ansteigt. Weiterhin wird die Kraft mittels eines 6-Gang-Schaltgetriebes an die Hinterräder übertragen. Aus dem Stand auf 100 km/h soll der Veloce12 in 4,4 Sekunden beschleunigen, die Höchstgeschwindigkeit beträgt 320 km/h. Das Fahrwerk erhielt verstellbare Dämpfer des niederländischen Anbieters Tractive. Die Kosten für den Umbau betragen 690.000 Euro. 30 Exemplare des Veloce12 sollen entstehen.

## Technische Daten
|                                 | Veloce12                 |
| ------------------------------- | ------------------------ |
| Bauzeit                         | seit 2025                |
| Motortyp                        | V12-Ottomotor            |
| Hubraum (cm³)                   | 5474                     |
| max. Leistung kW (PS) bei min−1 | 375 kW (510 PS) bei 7000 |
| max. Drehmoment Nm bei min−1    | 760                      |
| Antriebsart                     | Hinterradantrieb         |
| Getriebe                        | 6-Gang-Schaltgetriebe    |
| Beschleunigung, 0–100 km/h      | 4,4 s                    |
| Höchstgeschwindigkeit (km/h)    | 320 km/h                 |
| Tankinhalt (l)                  | 114                      |
| Verbrauch (l/100 km)            | 22,9 Super               |
| CO2-Ausstoß (g/km)              | 530                      |
| Abgasnorm                       | Euro 2                   |